# Auki Tituaña
Auki Tituaña, né le 2 janvier 1965 à Cotacachi, est un homme politique équatorien, maire de Cotacachi de 1996 à 2009, dirigeant de la CONAIE et du parti Pachakutik.
D'origine kichwa, il est l'un des premiers indigènes à devenir maire d'un canton. Durant ses treize années à ce poste, il met en place à Cotacachi une forme de démocratie participative, qui lui vaudra divers prix internationaux. Classé à gauche, il est proche des idées de Fidel Castro, tout en démentant être un admirateur de ce dernier. Réélu maire de Cotacachi en 2000 puis en 2004, il est battu en 2009 par Alberto Anrango, affilié à la coalition Alianza País qui soutient le président Rafael Correa, vis-à-vis duquel le mouvement Pachakutik est très critique.
Postulant au poste de président de la CONAIE en 2011, il est battu par Humberto Cholango. En 2012, il annonce qu'il sera candidat à la vice-présidence de la Rébublique, en binôme avec Guillermo Lasso, pourtant classé à droite et ancien banquier. Quittant par la même occasion le mouvement  Pachakutik, il est expulsé de la CONAIE, qui le qualifie de « traître », tandis que lui-même considère que les dirigeants de la CONAIE ne sont pas représentatifs des masses indigènes. Tituaña justifie sa décision d'accompagner Guillermo Lasso par la volonté de construire une large alliance pour faire tomber le gouvernement de Correa. Il renonce finalement le 12 novembre 2012 à sa candidature à la vice-présidence de la République